# Гуандой
Гуандой (ісп. Huandoy) — гора та гірський масив у Південній Америці, висотою — 6360 метрів, в гірському хребті Кордильєра-Бланка, у Перуанських Андах в Перу.

## Географія
Гора, розташована у Національному парку Гуаскаран, в провінції Юнгай, що у регіоні Анкаш. Це третій за висотою пік хребта Кордильєра-Бланка в Андах, після гір Гуаскаран, 6768 м та Гуантсан, 6369 м (за іншими даними — другий пік, що поступається висотою тільки горі Гуаскаран). Гуандой та Гуаскаран знаходяться досить близько, розділені лише льодовиковою долиною Янґануко (яка містить озеро Янґануко) на висоті 3846 м над рівнем моря.
Абсолютна висота вершини 6360 метрів над рівнем моря. За цим показником вона займає 7-ме місце у Перу серед «ультра-піків». Відносна висота — 1645 м з найвищим сідлом 4715 м. За іншими даними абсолютна висота вершини складає 6395 м, відносна висота — 1628 м, сідло — 4767 м. Топографічна ізоляція вершини відносно найближчої вищої гори Гуаскаран Північна (6664 м) — становить 9,1 км.

### Гірський масив
Гора являє собою гірський масив з основними чотирма вершинами, розташованими у вигляді каміна, найвища з яких — 6395 м. Всі чотири вершини мають висоту понад 6000 м:
| № | Вершина          | Висота (м)  | Відносна висота (м) | Координати                                                          |
| - | ---------------- | ----------- | ------------------- | ------------------------------------------------------------------- |
| 1 | Гуандой-Головна  | 6395 (6360) | 1645                | 9°1′43″ пд. ш. 77°39′55″ зх. д. / 9.02861° пд. ш. 77.66528° зх. д.  |
| 2 | Гуандой-Західна  | 6356        | 216                 | 9°2′06″ пд. ш. 77°40′13″ зх. д. / 9.03500° пд. ш. 77.67028° зх. д.  |
| 3 | Гуандой-Південна | 6160        | 340                 | 9°2′34″ пд. ш. 77°39′22″ зх. д. / 9.04278° пд. ш. 77.65611° зх. д.  |
| 4 | Гуандой-Східна   | 6000        | 170                 | 9°01′10″ пд. ш. 77°39′21″ зх. д. / 9.01944° пд. ш. 77.65583° зх. д. |

## Підкорення
Вершина вперше була підкорена у 1932 році, німецькою експедицією у складі Г. Бернарда, Е. Гайна, Г. Герліна та Е. Шнайдера. Підйом з озера Янґануко вперше був виконаний у 1976 році.

## Галерея

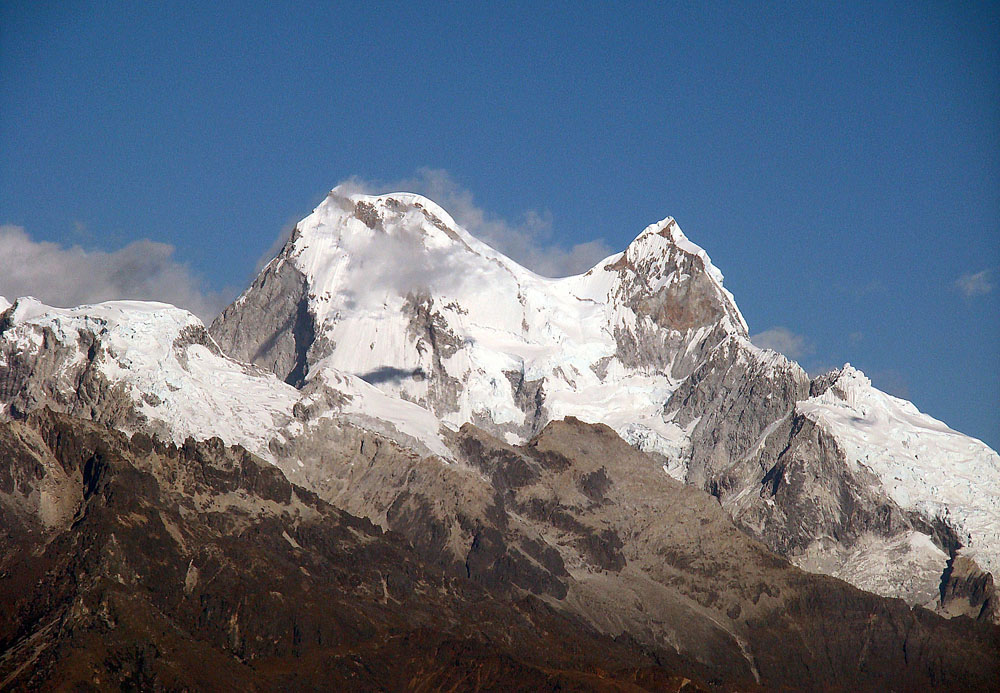
Гуандой
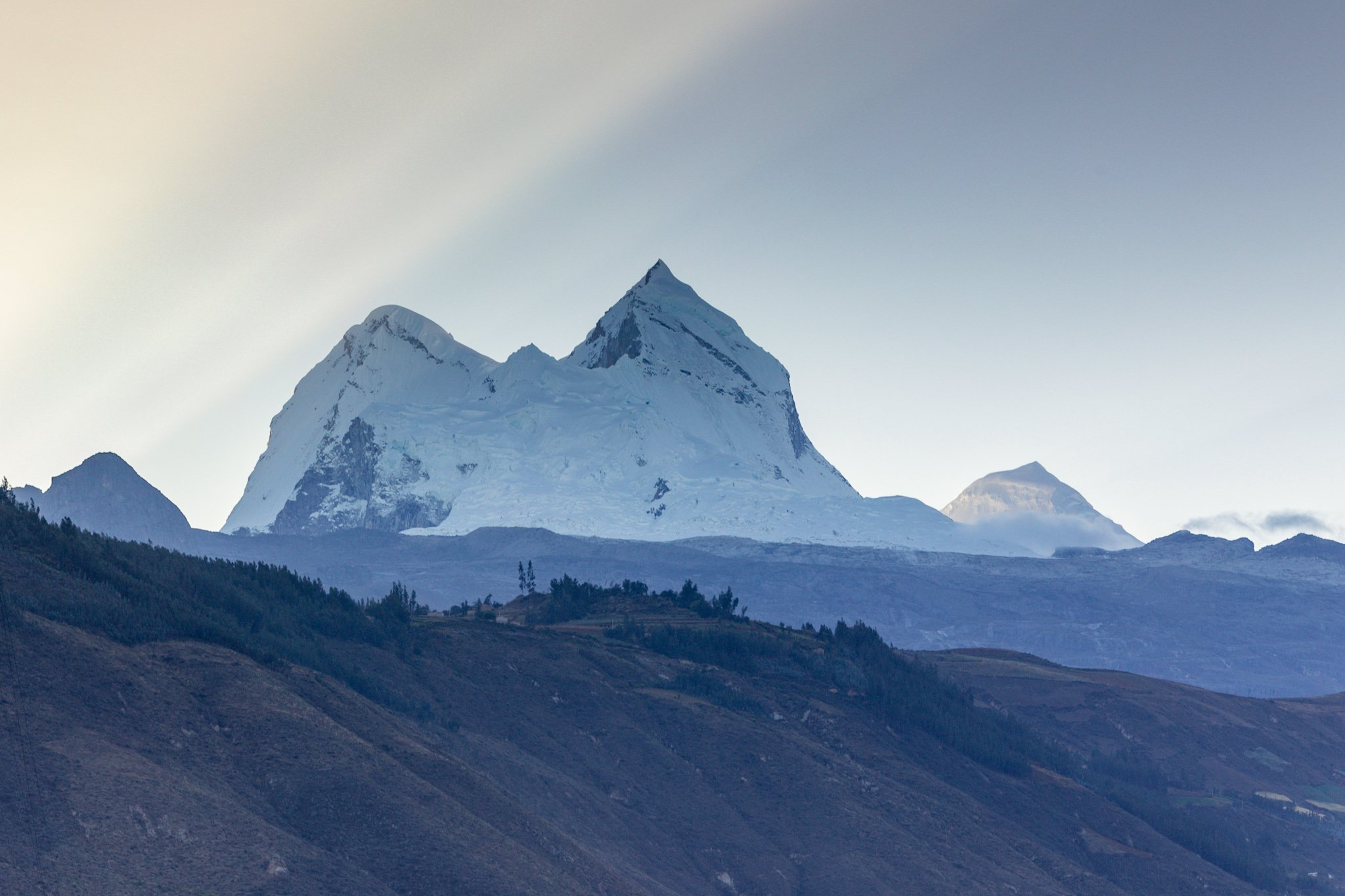
Гуандой
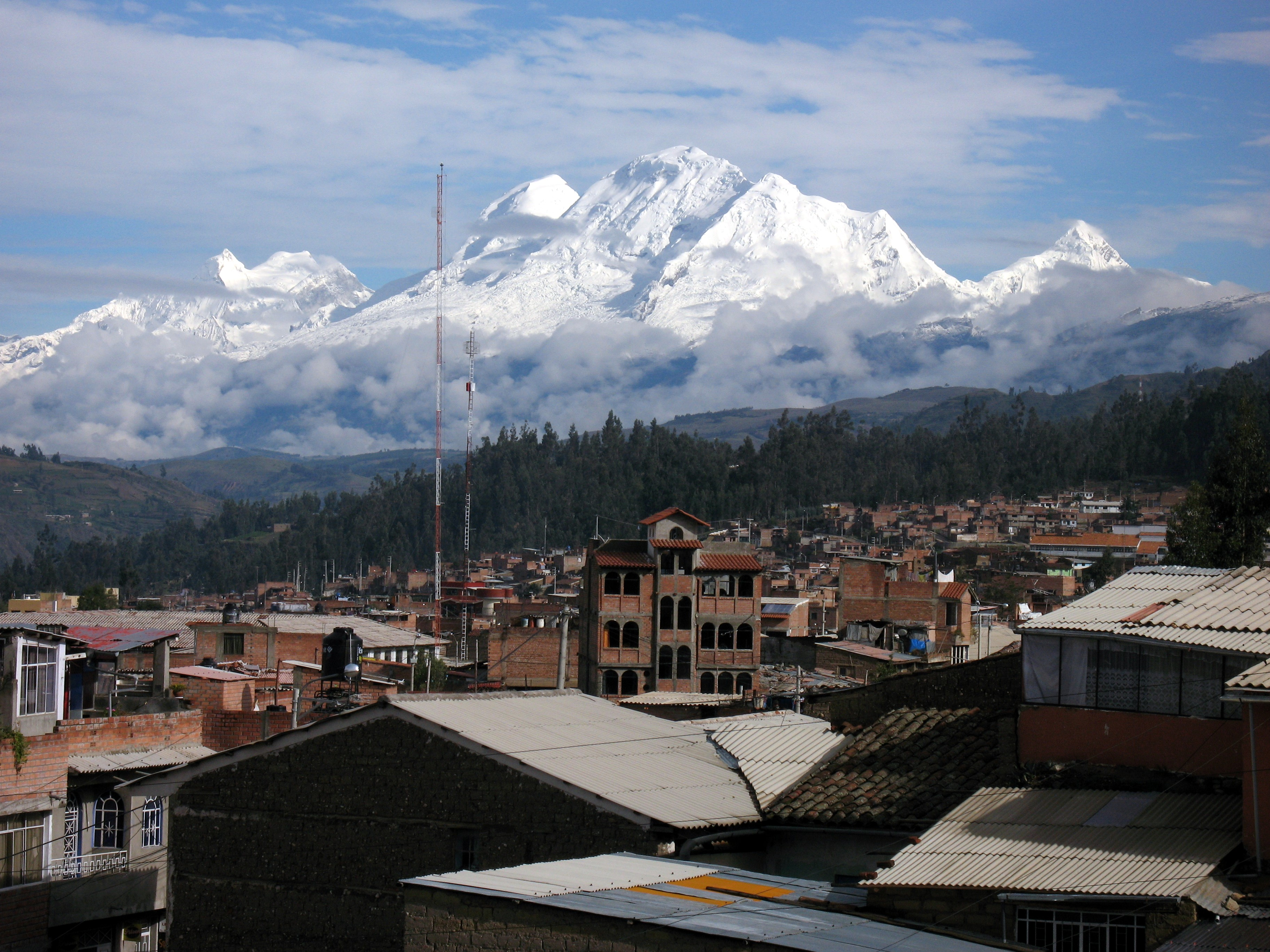
Гуандой (ліворуч)